# Viva Chile!
| Recensione | Giudizio |
| ---------- | -------- |
| AllMusic   |          |

Viva Chile! è un album del gruppo musicale cileno Inti-Illimani, pubblicato nel 1973. È il primo album pubblicato dal gruppo durante il loro esilio italiano.

## Descrizione

### Antefatti
L'11 settembre 1973, giorno del golpe di Augusto Pinochet, gli Inti-Illimani erano a Roma in una delle tappe del loro primo tour europeo. Pochi giorni prima, a Milano, il gruppo aveva terminato le registrazioni di un 33 giri appositamente destinato al mercato italiano, che ricapitolava la loro carriera con 12 canzoni tutte ri-registrate per l'occasione (molte delle quali incise per la prima volta con la formazione di allora) salvo una, La segunda independencia, registrata qui ex novo.

### Pubblicazione
L'album è stato pubblicato, in formato LP e musicassetta, in ottobre dall'etichetta discografica I Dischi Dello Zodiaco, distribuita dalla Vedette di Armando Sciascia. Nato come una semplice antologia rappresentativa del gruppo e della sua musica, con il rapido succedersi degli eventi Viva Chile!, corredato di note di presentazione chiaramente redatte all'indomani del golpe, tra cui una testimonianza di Salvador Allende risalente proprio all'11 settembre, assumerà una valenza e un significato del tutto nuovi, anche in rapporto alla carriera artistica del gruppo, che in Italia registrerà e pubblicherà i dischi a venire (che saranno per questo numerati in copertina, a fianco dei rispettivi titoli), ottenendo un grande successo e una vastissima popolarità. Nei giorni immediatamente seguenti al colpo di Stato, a fronte delle varie offerte ricevute, gli Inti decideranno di stabilirsi, provvisoriamente, in Italia.
In seguito il disco è  stato pubblicato, in tempi diversi, in svariati paesi del mondo, sempre con identica tracklist, ma con le copertine a volte cambiate e, in alcuni casi, anche con il titolo modificato. Nel 1994 la CGD ha ristampato il titolo in versione digitale. Un'altra edizione in CD di Viva Chile! era uscita qualche anno prima, dove era abbinato al terzo disco pubblicato dagli Inti-Illimani in Italia, Inti-Illimani 3 - Canto de pueblos andinos.

### Brani
Fiesta de San Benito inizia con le maracas, quindi con il bombo ed il guiro in un ritmo danzante e seducente. Senza armonie, un canto allegro e inneggiante va alla ricerca di una "negra" che "canta", "baila" e che indossa abiti tradizionali in occasione dei festeggiamenti in onore di San Benedetto il Moro, protettore delle persone di colore e molto venerato in Sudamerica. Quindi in maniera monotonica e imperativa esorta una negra mulatta a raccogliere il suo manto ed andare sempre avanti. Il brano prende colore con le armonie di charango e chitarre, mentre la quena intona il tema ed il brano viene riempito di vocalizzi e gioisce nel canto a più voci solare e ben ritmato che viene rilanciato ogni volta dal basso della chitarra. Si conclude senza armonie, come all'inizio, continuando ad invitare la negra mulatta a raccogliere il suo manto ed andare sempre avanti.
Longuita è introdotta da un charango che dolcemente richiama il tema fatto di terze e quarte cui si associano le chitarre e la quena. La quena gioca con il tema mentre il rondador gli svolazza accanto di risposta, la chitarra esegue tre passetti di stacco, con il basso, nella parte centrale del brano. È pezzo di rara eleganza e di seducente dolcezza, il tema discendente della quena, sempre fatto di terze e di quarte, si assesta sulla fondamentale come fanno i rondador che procedono per rapide scale prima. L'arpeggio del charango negli stacchi è limpido e cristallino mentre il suono della chitarra è morbido e curato.
Alturas è una musica movimentata e malinconica con un celeberrimo arpeggio di stacco tra le strofe con gli strumenti a corde e le tre strofe con i sikus. Elaborato da Salinas e metabolizzato dal gruppo, mostra come sia possibile ribattere per ben 5 volte la stessa strofa senza che la si possa notare. Il giusto equilibrio dello schema 2 + stacco + 3 + stacco lo si ritrova raramente sia nell'ambito corrente che in altri. Questo brano avrà particolare fama in Italia per essere stato la sigla del programma radiofonico della RAI L'altro suono.
Tatati inizia con un bombo insistente e placato sui due levare del tre quarti, il tiple scandisce suoni ribattuti in quinto grado maggiore e fondamentale minore, incoraggia in maggiore e ritorna in quinto grado minore e quindi maggiore per viaggiare liberamente sul sol e sul fa, la quena quindi prosegue il viaggio veloce scandita sorretta dal ritmo di charango e chitarra intonando prima delle scale ascendenti preparate da una quinta e dopo un canto lirico e doloroso (sul re minore sul maggiore...) portando al cambio di tonalità dove il tiple riprende il discorso e stavolta la quena lo segue con il proprio tema poggiato ora sul giro armonico iniziale sino allo sfumato finale.
In Ramis si caracolla tra il gioco a rincorrersi del basso della chitarra, con quena e sikus, e i toni successivi dolci e malinconici toni resi ancor più forti quando eseguiti da chitarra e charango.
Rin del angelito descrive, su ritmo di rin, il rituale della veglia funebre dedicata ai bambini, canzone di suoni misteriosi dal ritmo tipico introdotto dal charango, seguito dal tiple e dalla chitarra sulle tre specie di accordo minore, dopo le prime due strofe il motivo è esposto dal tiple e dal basso della chitarra dopo, segue una strofa cantata da Jorge e gentilmente sorretta dal tiple. Vi è uno stacco di quenas, su un giro differente, che è agile e ben orchestrato. Ripetuto due volte porta alla conclusione delle ultime due strofe che si concludono con un accelerando.
Subida: dopo una introduzione di richiamo con un charango sfrenato ed una chitarra dondolante si assesta su una melodia che inizia con un mordente e sale in volo, scandita dal charango prima e dal basso della chitarra dopo, si conclude con una cadenza di tre accordi secchi per andare allo stacco di note saltellanti con salti di sesta quinta e quarta commentati dagli armonici.
Simón Bolívar: oltre che dedica poetica verso il personaggio protagonista è ancora una versione, delle possibilità del parco strumenti, che gode di propria autonomia. Di ovvio stampo sudamericano resta a sé stante e non ha similitudini. Colorato è il timbro della chitarra nell'introduzione che a passi ritmati segue l'armonia in quinta e settima posizione con una convinta progressione che si assesta sul ritmo di accompagnamento con basso alternato e accordi corti.

## Tracce
1. Fiesta de San Benito (tradizionale) – 3:40
2. Longuita (tradizionale) – 1:58
3. Canción del poder popular (Luis Advis, Julio Rojas) – 3:02
4. Alturas (Horacio Salinas) – 3:01
5. La segunda independencia (Rubén Lena) – 2:36
6. Cueca de la C.U.T. (parole di Hector Pavez su melodia popolare) – 1:46
7. Tatati (Horacio Salinas) – 3:30
8. Venceremos (Sergio Ortega, Claudio Iturra) – 2:27
9. Ramis (tradizionale) – 2:20
10. "Rin" del angelito (Violeta Parra) – 3:21
11. Subida (Ernesto Cavour) – 2:00
12. Simón Bolívar (Rubén Lena, Isidro Contreras) – 2:47

Durata totale: 32:28

## Formazione
- Jorge Coulón: voce, chitarra, tiple, zampoña, rondador
- Max Berrú: voce, percussioni, chitarra
- Horacio Salinas: voce, chitarra, tiple, quena, zampoña, cuatro, percussioni
- Horacio Duran: charango, cuatro, tiple, chitarra, voce
- José Miguel Camus: quena, percussioni, zampoña, voce
- José Seves: voce, chitarra, charango, quena, percussioni, zampoña

## Edizioni (parziale)
- Italia: I Dischi Dello Zodiaco, VPA 8175, 1973
- Italia: Inti-Illimani/Errebiesse, VRMLP 104, 1983
- Germania Ovest: Pläne Records, S88111, 1973
- Germania Est: Amiga, 855403, 1974
- Brasile: Copacabana, COLP-12378, 1977
- Colombia: Discos Orbes, OBS-E-250081, 1978
- Messico: Discos pueblo, DP 1009, 1975, con il titolo Chile
- USA: Monitor Records, MFS 769, 1975
- Perù: DICAP, DCP 22, con il titolo Inti-Illimani
- Spagna: Movieplay, 171.180/6, 1977
- Spagna: Discosa, LPM-6058, con il titolo Alturas
- Portogallo: Movieplay, MOV 5016, 1973
- Francia: Pathé, EMI 2C062 95.765, 1974
- Francia: Disques, Dom D-50010
- Paesi Bassi: Vrije Muziek, S5 740326, 1974
- Ungheria, Hungaroton, SLPX 15048, 1973
- Ecuador, Fadisa, 710091, 1978
- Ecuador, Teen International, LP-14528, 1981
- Venezuela, Color, CLR-1527, 1975
- Australia, World Record Club, R-08023, 1980
- Giappone, Toshiba-EMI Odeon, EOS-80729, 1977